# 磁性奈米粒子
磁性奈米粒子（英語：magnetic nanoparticle）是一種可以使用磁場操控的奈米粒子。這種粒子一般是由兩個部分組成，一個是磁性材料（常為鐵、鎳與鈷），另一個是有功能的化學成分。奈米粒子的直徑小於1微米（通常為1-100奈米），而較大的微珠（microbead）的直徑為0.5-500微米。由若干個別磁性奈米粒子構成的團簇被稱作磁性奈米珠（magnetic nanobead），直徑為50-200奈米。磁性奈米粒子的團簇是近一步組合成磁性奈米鏈的基礎。磁性奈米粒子最近已成為很多研究的焦點，這是因為它有一些具吸引力的性質，使它可能可以用於催化，例如基於奈米材料的催化、生物醫學與組織特異靶向（tissue specific targeting）、磁性可調膠體光子晶體、微流控、核磁共振成像、磁性粒子成像、儲存裝置、環境整治、奈流體、濾光器、缺陷感測器（defect sensor）、磁冷卻與陽離子感測器。